# A2 Ethniki
La A2 Ethniki es la  segunda máxima competición entre clubes que se disputa en Grecia. Fundada en 1986, está organizada por la Federación de baloncesto de Grecia (en inglés, "Hellenic Basketball Federation"). El campeonato de la primera división es la denominada A1 Ethniki, y la disputan 14 equipos.

## Historia
- 1986–87 hasta 2011–12: Alpha2 National Category
- 2012–13 hasta hoy: Greek A2 Basket League (A2 Ethniki)

## Ascensos y descensos
Las competiciones del baloncesto griego, en su actual forma, vienen siendo organizadas desde la temporada 1986-87. Los dos últimos clasificados de la A1 Ethniki descienden de categoría, siendo reemplazados por los dos primeros de la A2 Ethniki.
- Promoción a Greek Basket League (A1 Ethniki)
- Descenso a Greek B Basket League (B Ethniki)

## Equipos temporada 2022-23
| Club                | Ciudad                        | Pabellón                      | Capacidad |
| ------------------- | ----------------------------- | ----------------------------- | --------- |
| Aias Evosmou        | Evosmos                       | Evosmou Indoor Hall           | 3,000     |
| AS Papagou          | Atenas (Papagou)              | Saloun Indoor Hall            | 800       |
| AO Triton           | Atenas (Sepolia)              | Strefi Gymnasium              | 300       |
| Agriniou            | Agrinio                       | Michalis Koussis Indoor Hall  | 1,500     |
| Amyntas             | Atenas (Dafni-Ymittos, Dafni) | Pyrkal Ymittos Indoor Hall    | 600       |
| EK Kavala           | Kavala (Eleftheroupoli)       | Eleftheroupoli Indoor         | 300       |
| Eleftheroupoli B.C. | Kavala (Eleftheroupoli)       | Eleftheroupoli Indoor         | 300       |
| Charilaos Trikoupis | Missolonghi                   | Missolonghi Indoor Hall       | 800       |
| Hermes Schimatari   | Schimatari                    | Schimatari Indoor Hall        | 1,000     |
| FEA Filadelfeia     | Atenas (Nea Filadelfeia)      | New Filadelfeia Indoor Hall   | 400       |
| NE Megaridas        | Mégara                        | 8th Dim. Indoor Hall          |           |
| Maroussi BC         | Atenas (Marusi)               | Maroussi Indoor Hall          | 1,700     |
| Panerythraikos AE   | Atenas (Nea Erythraia)        | Stelios Kalaitzis             | 500       |
| Larisa B.C.         | Larisa                        | Larissa Neapolis Indoor Arena | 4,000     |
| Psychiko            | Atenas (Psychiko)             | Psychiko Indoor Hall          | 300       |
| Koroivos            | Amaliada                      | Amaliada Ilida Indoor Hall    | 2,000     |

## Palmarés
- A2 Ethniki 1986-presente

| Temporada | Campeón             |
| --------- | ------------------- |
| 1986-87   | Panellinios GS      |
| 1987-88   | AO Sporting         |
| 1988-89   | GS Peristeri        |
| 1989-90   | Papagou             |
| 1990-91   | AO Sporting         |
| 1991-92   | AS Apollon Patras   |
| 1992-93   | Papagou             |
| 1993-94   | Ampelokipi          |
| 1994-95   | Papagou             |
| 1995-96   | Peiraikos           |
| 1996-97   | Iraklio             |
| 1997-98   | Near East B.C.      |
| 1998-99   | AO Dafni            |
| 1999-00   | Makedonikos Kozani  |
| 2000-01   | KAO Dramas          |
| 2001-02   | Makedonikos Kozani  |
| 2002-03   | AS Apollon Patras   |
| 2003-04   | Panellinios GS      |
| 2004-05   | AO Kolossos Rodou   |
| 2005-06   | AEP Olympias Patras |
| 2006-07   | AO Sporting         |
| 2007-08   | AS Trikala 2000     |
| 2008-09   | GS Peristeri        |
| 2009-10   | Ikaros Esperos BC   |
| 2010-11   | KAO Dramas          |
| 2011-12   | Panelefsiniakos     |
| 2012-13   | Nea Kifisia         |
| 2013-14   | AEK Atenas          |
| 2014-15   | EK Kavala           |
| 2015-16   | G.S. Kymi           |
| 2016-17   | Panionios B.C.      |
| 2017-18   | Holargos            |
| 2018-19   | Ionikos Nikaias     |
| 2019-20   | Charilaos Trikoupis |
| 2020-21   | Apollon Patras      |
| 2021-22   | ASK Karditsas       |

## MVP oficial de la A2 Ethniki
| MVP                      | Equipo            | Temporada |
| ------------------------ | ----------------- | --------- |
| Vangelis Karampoulas     | Ikaros Kallitheas | 2009–10   |
| Sakis Giannakopoulos     | Lavrio            | 2010–11   |
| Nikos Argyropoulos       | Apollon Patras    | 2011–12   |
| Vangelis Karampoulas (2) | AENK              | 2012–13   |
| Sakis Karidas            | Koroivos          | 2013–14   |
| Ioannis Gagaloudis       | Livadeia          | 2014–15   |
| Stavros Toutziarakis     | Kymis             | 2015–16   |
| Vangelis Karampoulas (3) | Faros Keratsini   | 2016–17   |
| Kee Kee Clark            | Peristeri         | 2017–18   |

## Eurobasket.com Mejor Jugador del año de la A2 Ethniki
| Mejor Jugador            | Equipo             | Temporada |
| ------------------------ | ------------------ | --------- |
| Dimos Dikoudis           | Olympia Larissa    | 1996-97   |
| Dimos Dikoudis           | Olympia Larissa    | 1997-98   |
| Theo Papaloukas          | AO Dafni           | 1998-99   |
| Kostas Charalampidis     | Makedonikos Kozani | 1999-00   |
| Kostas Sdrakas           | KAO Dramas         | 2000-01   |
| Kostas Charalampidis     | Makedonikos Kozani | 2001-02   |
| Nikos Argyropoulos       | AS Apollon Patras  | 2002-03   |
| Kostas Christou          | MENT Vassilakis    | 2003-04   |
| Vangelis Karampoulas     | AO Sporting        | 2004-05   |
| Vassilis Simtsak         | Doukas             | 2005-06   |
| Dimitrios Spanoulis      | Xanthi             | 2006-07   |
| Nikos Kaklamanos         | AS Trikala 2000    | 2007-08   |
| Apostolos Koutroulias    | AO Near East       | 2008-09   |
| Nikos Liakopoulos        | Icarus Hesperus    | 2009-10   |
| Dionysios Giannakopoulos | Lavrio             | 2010-11   |
| Nikos Argyropoulos       | AS Apollon Patras  | 2011-12   |
| Vangelis Karampoulas     | Nea Kifisia        | 2012-13   |
| Petros Noeas             | Koroivos B.C.      | 2013-14   |
| Giannis Dimakos          | Psychiko           | 2014-15   |
| Stavros Toutziarakis     | Kymis              | 2015-16   |
| Ioannis Gagaloudis       | Iraklis            | 2016-17   |
| Kee Kee Clark            | Peristeri          | 2017–18   |
| Loukas Mavrokefalidis    | Ionikos Nikaias    | 2018–19   |